# Dardagny
Dardagny es una comuna suiza del cantón de Ginebra, situada en la ribera derecha del Ródano. Limita al oeste y al norte con las comunas de Péron (FRA-01), Challex (FRA-01), Saint-Jean-de-Gonville (FRA-01) y Thoiry (FRA-01), al este con Satigny y Russin, y al sur con Avully.
Obtuvo el Premio Wakker en 1978, otorgado por el Patrimonio Suizo a la comuna que hace esfuerzos notables para preservar su patrimonio.
Cabe destacar el valle del Allondon, zona natural protegida.